# Mikael Antonsson
Mikael Antonsson (Karlskrona, 31 mei 1981) is een Zweeds voetballer die bij voorkeur als centrale verdediger speelt. Hij verruilde in juli 2014 Bologna FC 1909 voor FC Kopenhagen. Antonsson debuteerde in 2004 in het Zweeds voetbalelftal.
Antonsson stroomde in 1995 door vanuit de jeugd van Sillhövda AIK. Twee jaar later maakte hij een transfer naar IFK Göteborg, waarvoor hij vervolgens zeven jaar speelde.

## Erelijst
Austria Wien
- Oostenrijks landskampioen

2006
 FC Kopenhagen
- Deens landskampioen

2011